# Sorina Ţicu
Elena Sorina Ţicu (* 5. Dezember 1973 in Bukarest als Elena Sorina Grigore) ist eine ehemalige rumänische Rennrodlerin sowie gegenwärtige Sportmanagerin, Rennrodel- und Bobsportfunktionärin. Seit 2022 ist sie Exekutivmitglied der Fédération Internationale de Luge und seit 2023 Präsidentin der Federația Română de Bob și Sanie.

## Leben
Ţicu war in ihrer Jugend als Rennrodlerin aktiv. 1994 nahm sie an den Olympischen Winterspielen in Lillehammer teil und belegte im Einsitzer der Frauen den 22. Platz, bei den Europameisterschaften 1994 am Königssee erreichte sie Rang 20. Seit dem Ende ihrer aktiven Sportkarriere ist sie als Trainerin der rumänischen Rennrodelnationalmannschaft aktiv und fungierte über viele Jahre als Cheftrainerin des Teams. Bei den Olympischen Winterspielen 2006 in Turin, 2014 in Sotschi, 2018 in Pyeongchang und 2022 in Peking fungierte sie Leiterin der rumänischen Bob-, Skeleton- und Rennrodeldelegation. Bei den Junioren-Weltmeisterschaften 2018 in Altenberg war sie Mitglied der Jury tätig.
In Rumänien engagiert sich Ţicu für die Förderung des Kufensports (Bobsport, Skeleton und Rennrodeln) und die Förderung von Frauen als Führungskräfte im Leistungssport. Ţicu war Generalsekretärin der Federația Română de Bob și Sanie (Rumänischer Bob-, Skeleton- und Rennrodelverband), seit 2023 ist sie als Nachfolgerin von Sorin Buta deren Präsidentin. Sie vertritt zudem die die Wintersportdisziplinen im Comitetul Olimpic și Sportiv Român. 2022 wurde sie zudem in die Exekutive des internationalen Rennrodelverbandes Fédération Internationale de Luge gewählt.